# シャトー
シャトー （フランス語:château）とは、主としてフランス語圏で使われる語で
- 王族や貴族の住居[1]。
- 田舎にある、大きくて美しい やかた[1]。
- かつての諸侯の居所で、堀や壁や塔によって要塞化され、護られているもの[1]。
- 主にボルドー地方における、ブドウ畑を所有するワイン生産者[2]。

## 王族や貴族の住居

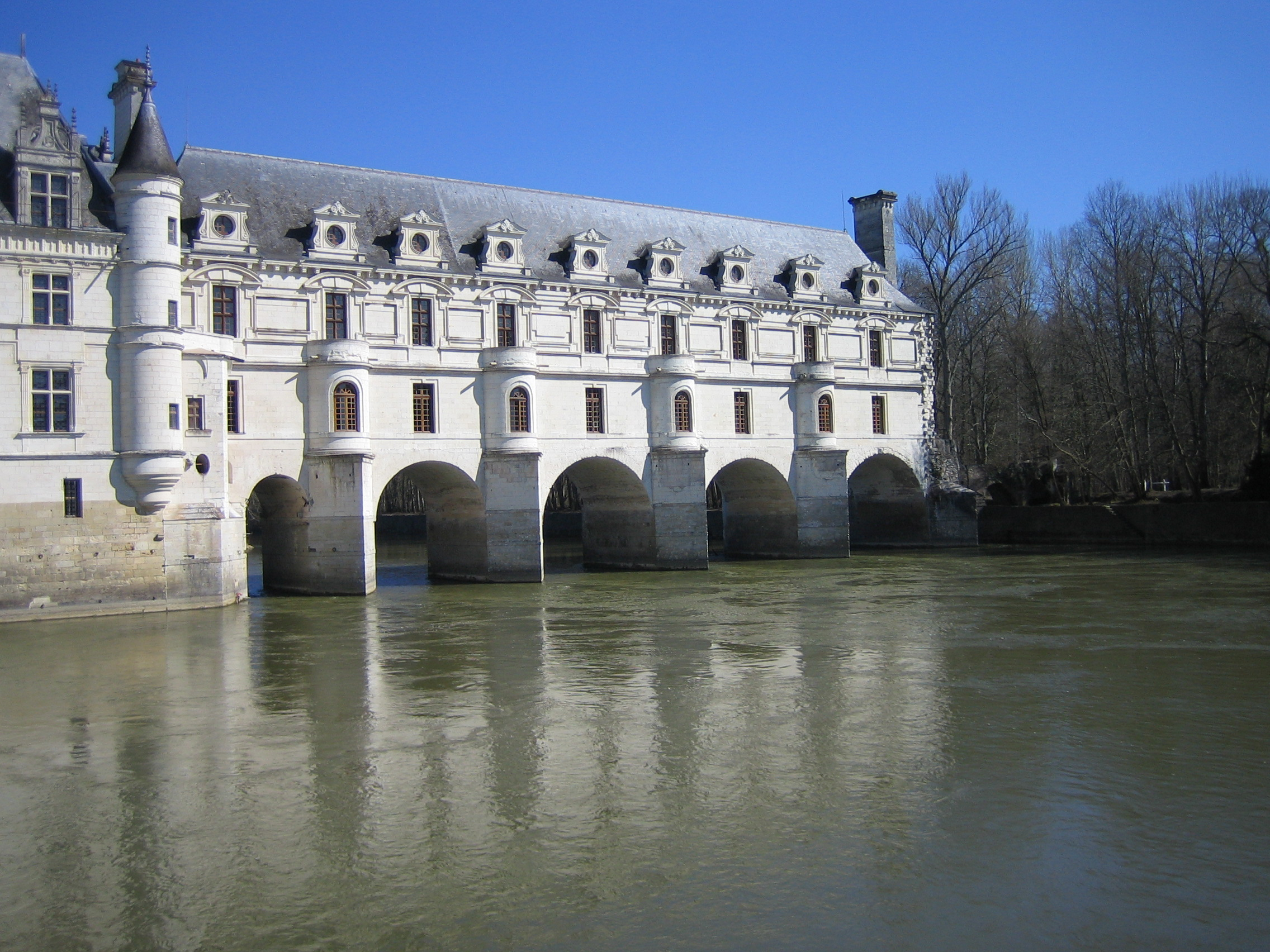
シャトー・ド・シュノンソー

「château シャトー」のひとつの意味は、王族や貴族の住居である。
あえて翻訳する場合は、「宮殿」とされることが一般的。
とにかく王族や貴族が住んでいれば、城壁の有無は関係ない。

## 田舎につくられた大きくて美しい屋敷
シャトーは、田舎（田園）に作られた、楽しみのための邸宅（大きな館）。都市につくられる宮殿（palais）とは違い、非常にユニークなものとなった。あえて訳す場合は、「城（じょう、しろ）」や「館（やかた）」など。
「シャトー・ド・ベルサイユ（Château de Versailles）」は、パリからおよそ20kmほど南西に作られた。が、結局、ルイ14世をはじめとした王族とその臣下が共に住むようになったので、権力の中枢の館、「王宮」となった。（その意味で、世界遺産としてのPalais et parc de Versailles「ベルサイユの宮殿と庭園」は「Palais パレ」（＝宮殿）という表現を使用している）。
ルネサンス期のフランス国王たちや、主君を模倣するその家臣たちは、自らの楽しみのためにシャトーを建設した。

## 要塞化された居所

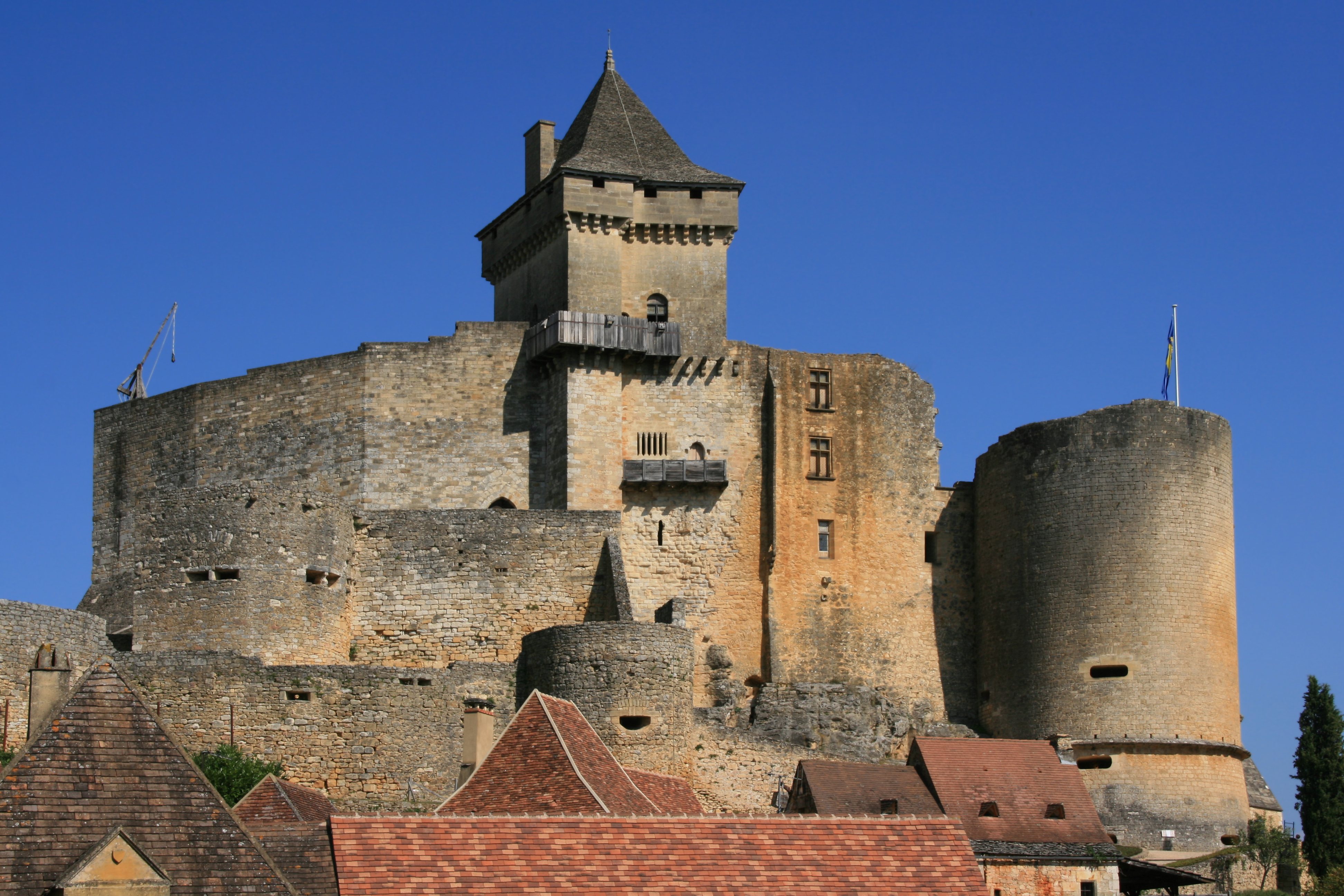
要塞。フランス、アルザス地方のDordogneにあるChâteau de Castelnaud

chateauは「諸侯の要塞化された居所」という意味もある。要塞化されたそれをあえて明示的に言う場合は「シャトー・フォール（fr:Château fort）」と呼ばれる。
城壁、塔、堀などによって護られている。入口は厚い門扉で護られ、跳ね橋が設置されている場合もある。

## ブドウ畑を所有するワイン生産者
主にフランスのボルドー地方において、ブドウ畑を所有し、ブドウ栽培、醸造、瓶詰までを手掛ける生産者をシャトーと呼ぶ。広大な敷地に城のような醸造所を構えていたことからこのような呼称となった。

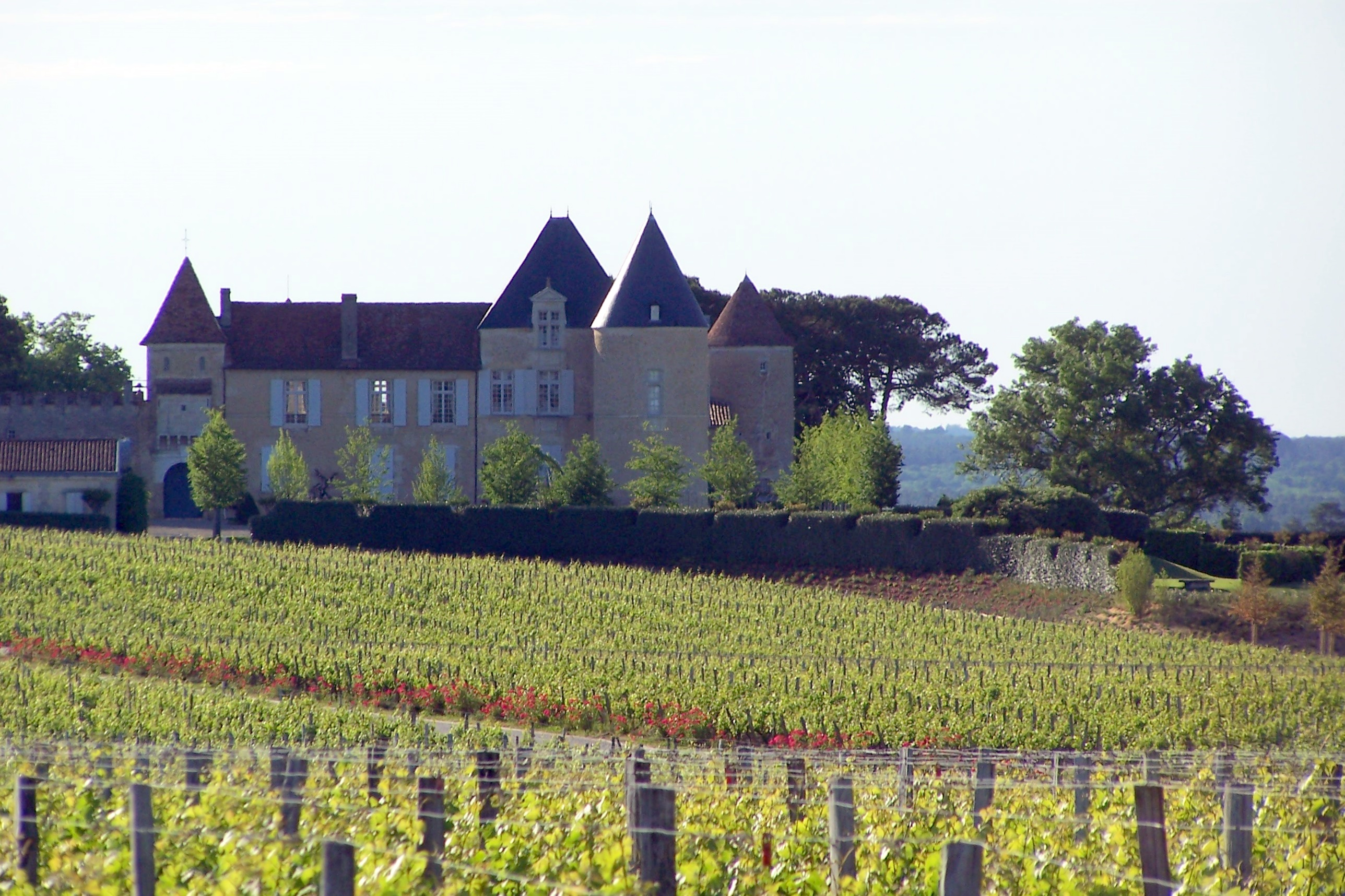
シャトー・ディケムのブドウ畑と醸造所

ブドウ畑の所有者が自分の畑で採れたブドウでワインを作り、醸造・瓶詰を行うという点では、ボルドーの「シャトー」とブルゴーニュ地方の「ドメーヌ」は近い概念である。ボルドーにおけるシャトーでは畑の全域を単一の生産者が所有するが、ブルゴーニュでは1つの畑を複数の生産者が所有していることが多い。1つの畑を1つのシャトーが所有するという形態はボルドーのシャトーに特有である。自身で畑を持たず、農家からブドウを買い付けてワイン醸造を行う生産者はネゴシアンと呼ばれる。
ボルドー以外でもシャトーを名乗る生産者は存在し、その中には上記の条件にあてはまらないケースも多い。

## 注
1. 1 2 3
2. 1 2 3 4  “フランスワインを語るうえで欠かせないシャトーについて徹底解説”.   サッポロビール株式会社. 2022年10月12日閲覧。
3. 1 2  “ワインの銘柄でよく聞くシャトーとドメーヌの違いは？”.   ENOTECA online. 2022年10月12日閲覧。